# Lijst van nummer 1-hits in Italië in 1989
Deze hits stonden in 1989 op nummer 1 in de Hit Parade Italia, de bekendste hitlijst in Italië.
| Datum        | Artiest         | Titel                        |
| ------------ | --------------- | ---------------------------- |
| 7 januari    | Francesco Salvi | C'è da spostare una macchina |
| 14 januari   | Francesco Salvi | C'è da spostare una macchina |
| 21 januari   | Francesco Salvi | C'è da spostare una macchina |
| 28 januari   | Francesco Salvi | C'è da spostare una macchina |
| 4 februari   | Francesco Salvi | C'è da spostare una macchina |
| 11 februari  | Fabio Concato   | 051/222525                   |
| 18 februari  | Fabio Concato   | 051/222525                   |
| 25 februari  | Fabio Concato   | 051/222525                   |
| 4 maart      | Francesco Salvi | Esatto                       |
| 11 maart     | Francesco Salvi | Esatto                       |
| 18 maart     | Francesco Salvi | Esatto                       |
| 25 maart     | Francesco Salvi | Esatto                       |
| 1 april      | Francesco Salvi | Esatto                       |
| 8 april      | Francesco Salvi | Esatto                       |
| 15 april     | Madonna         | Like a prayer                |
| 22 april     | Madonna         | Like a prayer                |
| 29 april     | Madonna         | Like a prayer                |
| 6 mei        | Madonna         | Like a prayer                |
| 13 mei       | Madonna         | Like a prayer                |
| 20 mei       | Madonna         | Like a prayer                |
| 27 mei       | Madonna         | Like a prayer                |
| 3 juni       | Madonna         | Like a prayer                |
| 10 juni      | Madonna         | Like a prayer                |
| 17 juni      | Joe Cocker      | When the night comes         |
| 24 juni      | Madonna         | Express yourself             |
| 1 juli       | Joe Cocker      | When the night comes         |
| 8 juli       | Madonna         | Express yourself             |
| 15 juli      | Edoardo Bennato | Viva la mamma                |
| 22 juli      | Edoardo Bennato | Viva la mamma                |
| 29 juli      | Edoardo Bennato | Viva la mamma                |
| 5 augustus   | Edoardo Bennato | Viva la mamma                |
| 12 augustus  | Edoardo Bennato | Viva la mamma                |
| 19 augustus  | Edoardo Bennato | Viva la mamma                |
| 26 augustus  | Edoardo Bennato | Viva la mamma                |
| 2 september  | Edoardo Bennato | Viva la mamma                |
| 9 september  | Edoardo Bennato | Viva la mamma                |
| 16 september | Edoardo Bennato | Viva la mamma                |
| 23 september | Edoardo Bennato | Viva la mamma                |
| 30 september | Kaoma           | Lambada                      |
| 7 oktober    | Kaoma           | Lambada                      |
| 14 oktober   | Kaoma           | Lambada                      |
| 21 oktober   | Kaoma           | Lambada                      |
| 28 oktober   | Kaoma           | Lambada                      |
| 4 november   | Kaoma           | Lambada                      |
| 11 november  | Kaoma           | Lambada                      |
| 18 november  | Kaoma           | Lambada                      |
| 25 november  | Kaoma           | Lambada                      |
| 2 december   | Kaoma           | Lambada                      |
| 9 december   | Kaoma           | Lambada                      |
| 16 december  | Kaoma           | Lambada                      |
| 23 december  | Kaoma           | Lambada                      |
| 30 december  | Kaoma           | Lambada                      |